# Nandaime
Nandaime ist ein Municipio im Departamento Granada in Nicaragua, 67 km von Managua entfernt.

## Geschichte
Der Name Nandaime setzt sich in der Sprache der Chorotega  aus nanda für Bach und dem Suffix ima für Überfluss zusammen.
Die Dorfpatrone sind Santa Ana und San Joaquín.
Die erste Ansiedlung, welche Nandaime oder Nandaimé genannt wurde, befand sich gegenüber der Isla de Zapatera und war der Ort, in  welchen der spanische Konquistador Gil González Davila  1523 kam. Die Bevölkerung lebte im Tidenhub des Nicaraguasees.
Über ihre Anwesenheit geben Fundstücke aus Keramik, Messer und andere Werkzeuge Auskunft, die bei archäologischen Ausgrabungen gefunden wurden.
Ein zweiter Standort der Siedlung befand sich zwei Leguas östlich der heutigen Stadt im Kreis des Río Manares.
Sie war im spanischen Kolonialstil angelegt, hatte eine massive katholische Kirche und wurde durch den Ausbruch des Vulkans Mombacho 1524 und 1570 verschüttet.
Patronatsfeiertag ist der 26. Juli zu Ehren von Santa Ana.
Die Bezeichnung der traditionellen Tänze sind: El Cartel, El Atabal, Las Poesías, Los Encamisados, La Danza del Pájaro, La Sirena, La Tecolota, Los Diablos, Los Indios.

## Traditionelle Gerichte
- El Ajiaco (Suppe, Caldo verde)
- El Consumido
- Los Pinoles (von Nahuatl pinolli): Getränk aus gemahlenem und geröstetem Korn und Sämereien.[2]